# BKCP-Powerplus/Saison 2010
Dieser Artikel listet Erfolge und Mannschaft des Radsportteams BKCP-Powerplus in der Saison 2010 auf.

## Saison 2010

### Erfolge in der UCI Europe Tour
In der Saison 2010 gelangen dem Team nachstehende Erfolge in der UCI Europe Tour.
| Datum    | Rennen                      | Kat. | Fahrer       |
| -------- | --------------------------- | ---- | ------------ |
| 14. Juni | 6. Etappe Circuito Montañés | 2.2  | Niels Albert |

### Erfolge in der Cyclocross Tour
In den Rennen der Cyclocross-Saison 2009/10 gelangen dem Team nachstehende Erfolge.
| Datum         | Rennen                                                           | Fahrer                |
| ------------- | ---------------------------------------------------------------- | --------------------- |
| 13. September | Steenbergcross                                                   | Niels Albert          |
| 20. September | Grote Prijs Neerpelt Wisseltrofee Eric Vanderaerden              | Niels Albert          |
| 4. Oktober    | UCI-Weltcup GP Lago le Bandie                                    | Niels Albert          |
| 10. Oktober   | GvA Trofee – Cyclocross International de la Ville de Namur       | Niels Albert          |
| 10. Oktober   | GvA Trofee – Cyclocross International de la Ville de Namur (U23) | Lubomír Petruš        |
| 15. Oktober   | Kermiscross                                                      | Niels Albert          |
| 18. Oktober   | UCI-Weltcup Cyklokros Plzeň                                      | Niels Albert          |
| 1. November   | Superprestige Hoogstraten                                        | Niels Albert          |
| 8. November   | UCI-Weltcup GP Nommay                                            | Niels Albert          |
| 14. November  | Grand Prix de la Région Wallonne                                 | Niels Albert          |
| 15. November  | Superprestige Gavere                                             | Niels Albert          |
| 28. November  | UCI-Weltcup Duinencross Koksijde (U23)                           | Jim Aernouts          |
| 6. Dezember   | 35. Int. Rad-Cross Frankfurt am Main                             | Philipp Walsleben     |
| 12. Dezember  | GvA Trofee – Grote Prijs Rouwmoer, Essen                         | Niels Albert          |
| 13. Dezember  | Vlaamse Druivenveldrijt                                          | Niels Albert          |
| 27. Dezember  | Superprestige Diegem                                             | Niels Albert          |
| 30. Dezember  | Sylvestercyclo-Cross                                             | Dieter Vanthourenhout |
| 10. Januar    | Belgische Meisterschaft (U23)                                    | Jim Aernouts          |
| 10. Januar    | Deutsche Meisterschaft                                           | Philipp Walsleben     |
| 24. Januar    | UCI-Weltcup Hoogerheide                                          | Niels Albert          |
| 3. Februar    | Parkcross Maldegem                                               | Niels Albert          |
| 6. Februar    | GvA Trofee – Krawatencross (U23)                                 | Arnaud Jouffroy       |
| 21. Februar   | GvA Trofee – Internationale Sluitingsprijs (U23)                 | Jim Aernouts          |

### Zugänge – Abgänge
| Zugänge        | Team 2009 | Abgänge                    | Team 2010 |
| -------------- | --------- | -------------------------- | --------- |
| Enrico Franzoi | Liquigas  | Arnaud Van Den Abeele      | Unbekannt |
| Wietse Bosmans | Neoprofi  | Gianni Denolf (bis 31.07.) | Unbekannt |
|                |           | Wim Leemans (bis 31.07.)   | Unbekannt |

### Mannschaft
| Name                  | Geburtstag        | Nationalität |
| --------------------- | ----------------- | ------------ |
| Jim Aernouts          | 23. März 1989     | Belgien      |
| Niels Albert          | 5. Februar 1986   | Belgien      |
| Wietse Bosmans        | 30. Dezember 1991 | Belgien      |
| Enrico Franzoi        | 8. August 1982    | Italien      |
| Arnaud Jouffroy       | 21. Februar 1990  | Frankreich   |
| Lubomír Petruš        | 17. Juli 1990     | Tschechien   |
| Radomír Šimůnek       | 6. September 1983 | Tschechien   |
| Dieter Vanthourenhout | 20. Juni 1985     | Belgien      |
| Philipp Walsleben     | 19. November 1987 | Deutschland  |